# Bloomberg Businessweek
Bloomberg BusinessWeek, cunoscută anterior ca BusinessWeek, este o revistă financiară americană, cu apariție săptămânală, deținută de Bloomberg L.P. și publicată anterior de trustul de presă McGraw-Hill.
Revista este publicată începând cu anul 1929.
Principalii competitori ai revistei sunt Fortune și Forbes.
În anul 1992, tirajul mediu al revistei era de 1 012 947 de exemplare.

## BusinessWeek în România
Revista a fost lansată și în România, la data de 3 mai 2006, de compania media Business Media Group, fiind a opta ediție locală, pe lângă ediția internațională. Datorită dificultăților financiare, revista și-a încetat apariția în martie 2009.